# Kobzar
Kobzar (ukr. Кобзар, kobziarz) – czwarty album ukraińskiego zespołu folk rockowego, Haydamaky. Kobzar wydany był 7 kwietnia 2008 w Polsce przez wytwórnię AntenaKrzyku/Lou&RockedBoys, oraz w Niemczech i Europie Zachodniej za pośrednictwem Eastblock Music. Tydzień później wydawnictwo ukazało się na Ukrainie nakładem COMP Music/EMI.
Materiał na płytę nagrywany był wiosną 2007 w DS Studio w beskidzkiej Wiśle. Duży wpływ na brzmienie albumu miały również analogowe urządzenia, które można zobaczyć w klipie do utworu Message. Za miksowanie i mastering odpowiadało natomiast warszawskie AS One Studio. Przed ukazaniem się Kobzara, na polski rynek trafił singel Kobzar – Prolog. Płyta ta zawierała cztery utwory: Message, Efir, Witer wije (remiks) i Jidu tramwajem (remiks).
Gościnnie na płycie wystąpili m.in. Pablopavo i Reggaenerator z zespołu Vavamuffin oraz Krzysztof „Grabaż” Grabowski (w utworze Message), a także angielska grupa Zion Train (w remiksie utworu Witer wije).

## Twórcy

### Haydamaky
- Ołeksandr Jarmoła – wokal, sopiłka, kosa dudka, teksty
- Iwan Lenio – akordeon, wokal wspierający, cymbały, Organy Hammonda BX3
- Eugen Didic – trąbka, skrzydłówka
- Iwan Tkadenko – bandura, wokal wspierający
- Ołeksandr Demjanenko – gitara, mandolina
- Rusław Owras – bębny, perkusja
- Wołodymyr Szerstiuk – gitara basowa

### Goście
- Sania Frankewicz – wokal wspierający (Efir)
- Krzysztof „Grabaż” Grabowski – wokal (Message)
- Reggaenerator i Pablopavo (grupa Vavamuffin) – wokal (Message)
- Brother Culture – wokal (Witer wije Hard Work AS One Remix)
- Małanka Lenio – wokal (Małanka)
- Bigga i Dave (Zion Train) – sekcja dęta (Witer wije Hard Work AS One Remix)

## Utwory
| 1.  | Вступ – Wstup                            | 0:21    |
|     |                                          |         |
| 2.  | Ефір – Efir                              | 4:36    |
|     |                                          |         |
| 3.  | Їду трамваєм – Jidu tramwajem            | 3:32    |
|     |                                          |         |
| 4.  | Message                                  | 4:21    |
|     |                                          |         |
| 5.  | Маланка – Małanka                        | 4:35    |
|     |                                          |         |
| 6.  | Мені здається – Meni zdajet’sia          | 4:49    |
|     |                                          |         |
| 7.  | Чотири двори lub 4 двори – Czotyry dwory | 3:38    |
|     | - Utwór pominięty w wydaniu niemieckim   |         |
| 8.  | Спокуса – Spokusa                        | 3:14    |
|     |                                          |         |
| 9.  | Роса – Rosa                              | 6:04    |
|     |                                          |         |
| 10. | Чорна чтріла – Czorna cztriła            | 5:28    |
|     | - Utwór pominięty w wydaniu niemieckim   |         |
| 11. | Лелекі – Łełeki                          | 3:57    |
|     |                                          |         |
| 12. | Маруся – Marusia                         | 2:38    |
|     |                                          |         |
| 13. | Їхав козак – Jichaw Kozak                | 4:44    |
|     |                                          |         |
| 14. | Вітер віє – Witer wije                   | 6:20    |
|     |                                          |         |
| 15. | Вітер віє (Hard Work AS One Remix)       | 4:45    |
|     | - Utwór pominięty w wydaniu ukraińskim   |         |
|     |                                          | 1:03:02 |
|     |                                          |         |